# Lokomotiv Bakı Voleybol Klubu 2013-2014
Questa voce raccoglie le informazioni riguardanti la Lokomotiv Bakı Voleybol Klubu nella stagione 2013-2014.

## Organigramma societario
Area direttiva
- Presidente: Arif Asgerov

Area tecnica
- Allenatore: Claudio Cuello
- Assistente allenatore: Horacio Del Federico

## Rosa
| N° | Nome                 | Ruolo | Data di nascita   | Nazionalità sportiva |
| -- | -------------------- | ----- | ----------------- | -------------------- |
| 1  | Gizem Giraygil       | P     | 8 maggio 1986     | Turchia              |
| 2  | Whitney Dosty        | S     | 25 febbraio 1988  | Stati Uniti          |
| 2  | Arielle Wilson       | C     | 3 gennaio 1989    | Stati Uniti          |
| 3  | Marija Filipova      | L     | 10 settembre 1982 | Bulgaria             |
| 4  | Kim Sa-nee           | P     | 21 giugno 1981    | Corea del Sud        |
| 5  | Vera Klimovič        | C     | 29 aprile 1988    | Bielorussia          |
| 8  | Tereza Matuszková    | O     | 3 dicembre 1982   | Rep. Ceca            |
| 7  | Valdonė Petrauskaitė | S     | 23 agosto 1984    | Lituania             |
| 8  | Alexis Crimes        | C     | 12 giugno 1986    | Stati Uniti          |
| 9  | Lauren Gibbemeyer    | C     | 8 settembre 1988  | Stati Uniti          |
| 10 | Milena Sadurek       | P     | 18 ottobre 1984   | Polonia              |
| 11 | Cassidy Lichtman     | S     | 25 maggio 1989    | Stati Uniti          |
| 13 | Katarina Barun       | O     | 1º dicembre 1983  | Croazia              |
| 14 | Prisilla Rivera      | S     | 29 dicembre 1984  | Rep. Dominicana      |
| 16 | Aleksandra Samoylova | S     | 9 giugno 1987     | Russia               |
| 17 | Ana Grbac            | P     | 23 marzo 1988     | Croazia              |
| 18 | Suzana Ćebić         | L     | 5 luglio 1985     | Serbia               |

## Mercato
| Acquisti | Acquisti             | Acquisti            | Acquisti   |
| R.       | Nome                 | da                  | Modalità   |
| -------- | -------------------- | ------------------- | ---------- |
| P        | Gizem Giraygil       | Karşıyaka           | definitivo |
| S        | Whitney Dosty        | Pink Spiders        | definitivo |
| P        | Kim Sa-nee           | Pink Spiders        | definitivo |
| S        | Valdonė Petrauskaitė | Robur Tiboni Urbino | definitivo |
| C        | Alexis Crimes        | Bergamo             | definitivo |
| O        | Katarina Barun       | Villa Cortese       | definitivo |
| S        | Prisilla Rivera      | Pinkin de Corozal   | definitivo |
| P        | Ana Grbac            | Busto Arsizio       | definitivo |
| L        | Suzana Ćebić         | Inattiva            | definitivo |
| O        | Tereza Matuszková    | Beşiktaş            | definitivo |
| P        | Milena Sadurek       | Azərreyl            | definitivo |
| S        | Cassidy Lichtman     | Stati Uniti         | definitivo |
| C        | Arielle Wilson       | Manokwari           | definitivo |

| Cessioni | Cessioni            | Cessioni          | Cessioni   |
| R.       | Nome                | a                 | Modalità   |
| -------- | ------------------- | ----------------- | ---------- |
| P        | Ol'ga Pal'čevskaja  | Minčanka          | definitivo |
| O        | Aneta Havlíčková    | Fenerbahçe        | definitivo |
| L        | Tamari Miyashiro    | Vilsbiburg        | definitivo |
| S        | Maret Grothues      | RC Cannes         | definitivo |
| C        | Corina Ssuschke     | RC Cannes         | definitivo |
| S        | Tatiana Artmenko    | Hapoël Kiryat Ata | definitivo |
| S        | Mari Mendes         | São Bernardo      | definitivo |
| C        | Michaela Hasalíková | Olympiakos        | definitivo |
| P        | Mary Spicer         | Shanghai          | definitivo |
| O        | Julija Andruška     | Chara Morin       | definitivo |
| P        | Gizem Giraygil      | İdman Ocağı       | definitivo |
| S        | Whitney Dosty       | Halkbank          | definitivo |
| C        | Lauren Gibbemeyer   | Imoco             | definitivo |

## Statistiche

### Statistiche di squadra
| Competizione | Punti | In casa | In casa | In casa | In trasferta | In trasferta | In trasferta | Totale | Totale | Totale |
| Competizione | Punti | G       | V       | P       | G            | V            | P            | G      | V      | P      |
| ------------ | ----- | ------- | ------- | ------- | ------------ | ------------ | ------------ | ------ | ------ | ------ |
| Superliqa    | 14    | 7       | 3       | 4       | 8            | 1            | 7            | 15     | 4      | 11     |
| Coppa CEV    | -     | 3       | 2       | 1       | 3            | 2            | 1            | 6      | 4      | 2      |
| Totale       | -     | 10      | 5       | 5       | 11           | 3            | 8            | 21     | 8      | 13     |

G = partite giocate; V = partite vinte; P = partite perse

### Statistiche dei giocatori
| K. Barun        | Statistiche assenti | 1 | 10 | 10 | 0 | 0 | Statistiche assenti |
| S. Ćebić        | Statistiche assenti | 0 | 0  | 0  | 0 | 0 | Statistiche assenti |
| A. Crimes       | Statistiche assenti | 1 | 11 | 5  | 5 | 1 | Statistiche assenti |
| W. Dosty        | Statistiche assenti | ? | 0  | 0  | 0 | 0 | Statistiche assenti |
| M. Filipova     | Statistiche assenti | ? | 0  | 0  | 0 | 0 | Statistiche assenti |
| L. Gibbemeyer   | Statistiche assenti | 1 | 7  | 4  | 2 | 1 | Statistiche assenti |
| G. Giraygil     | Statistiche assenti | ? | 0  | 0  | 0 | 0 | Statistiche assenti |
| A. Grbac        | Statistiche assenti | 0 | 0  | 0  | 0 | 0 | Statistiche assenti |
| Kim S.n.        | Statistiche assenti | 1 | 0  | 0  | 0 | 0 | Statistiche assenti |
| V. Klimovič     | Statistiche assenti | 0 | 0  | 0  | 0 | 0 | Statistiche assenti |
| C. Lichtman     | Statistiche assenti | - | -  | -  | - | - | Statistiche assenti |
| T. Matuszková   | Statistiche assenti | 1 | 7  | 6  | 1 | 0 | Statistiche assenti |
| V. Petrauskaitė | Statistiche assenti | 1 | 3  | 3  | 0 | 0 | Statistiche assenti |
| P. Rivera       | Statistiche assenti | ? | 0  | 0  | 0 | 0 | Statistiche assenti |
| M. Sadurek      | Statistiche assenti | 1 | 1  | 1  | 0 | 0 | Statistiche assenti |
| A. Samoylova    | Statistiche assenti | 1 | 5  | 5  | 0 | 0 | Statistiche assenti |
| A. Wilson       | Statistiche assenti | - | -  | -  | - | - | Statistiche assenti |

P = presenze; PT = punti totali; AV = attacchi vincenti; MV = muri vincenti; BV = battute vincenti